# Storena inornata
Storena inornata är en spindelart som beskrevs av William Joseph Rainbow 1916. Storena inornata ingår i släktet Storena och familjen Zodariidae.
Artens utbredningsområde är Queensland. Inga underarter finns listade i Catalogue of Life.